# دانشگاه ماریبور
دانشگاه ماریبور (اسلوونیایی: Univerza v Mariboru) دانشگاه دولتی در شهر ماریبور، اسلوونی است، که در سال ۱۹۷۵ تأسیس شد.